# Ntcham (Ethnie)
Die Ntcham oder Bassari oder Tobota sind eine Ethnie im Norden Togos und Ghanas, welche ihren Siedlungsschwerpunkt in der Gegend um die Stadt Bassar hat. Die Orthographie des Volksnamens variiert jedoch mitunter, häufig ist auch Basari, Ncham, Tyam, Tobote o. ä. zu finden. Die Bezeichnung Ntcham ist in diesem Zusammenhang als „Sprecher der Ntcham-Sprache“ zu verstehen. Die Alternativbezeichnung Bassari, welche vor allem für das Volk, aber mitunter auch für die Sprache verwendet wird, kennzeichnet die Einwohner des historischen Staatswesens Bassari mit der gleichnamigen Hauptstadt Bassari. Die Bassari selbst nennen sich Be-Tyambe (Sing.: Utyamdja) oder Be Djelib. Das Wort Be-Tyambe, das eigentlich „Tyam-sprechende Menschen“ bedeutet, soll ursprünglich einmal Schmiede bezeichnet haben. Die Be-Tyambe untergliedern sich noch einmal in die eigentlichen Be-Tyambe und die Be-Tapumbe. Letzteres bedeutet „Leute von unten“ und kennzeichnet Menschen, die aus den südlichen Grenzregionen zum früheren Königreich Kotokoli kommen.
Die Ntcham leben vor allem in Togo mit einer Bevölkerungszahl von ca. 100.000 – 275.000 Menschen. In Ghana leben schätzungsweise 57.000 – 59.000 Ntcham.

## Territoriale Gliederung
Auf der heutigen togolesischen Seite des Bassari-Landes hatte man zu französischer Kolonialzeit das Bassari-Land in die zwei Kantone Bassari-Süd (Bassari-Sara) und Bassari-Nord aufgeteilt. Bassari-Süd bestand dabei aus den Häuptlingstümern Bassari (übte die politische Oberherrschaft aus), Dimouri, Bitjabé und Banjéli, während Bassari-Nord das Gebiet des großen Häuptlingstums von Kabou umfasste. Ein Teil der Bassari hat sich auch weiter östlich im Gebiet des früheren Königreiches Kotokoli niedergelassen und stellt hier den Hauptteil der Bevölkerung des Häuptlingtums und Kantons von Tchamba, das eine Bassari-Eklave im sonst Tem-sprachigen Raum darstellt.

## Die eigentlichen Be-Tyambe
Als die Be-Tyambe in die Gegend um das heutige Bassar kamen, fanden sie die Gegend jedoch nicht menschenleer vor. Man stieß hier auf die Nataka und einige Stämme der Lama, während jene, welche in die Region um Kabou wanderten, in unbewohnte Gegenden gekommen sind. In Richtung Süden war die Gegend von den später als Be-Tapumbe bezeichneten Menschen bewohnt. Die Be-Tyambe besitzen scheinbar die gleichen Vorväter wie die Konkomba (nordwestliche Nachbarn) oder die Nanumba (westliche Nachbarn), letztere sind jedoch vom Ursprung her Guang. Bei ersteren ist die ethnische Herkunft unklar.
Nach der Überlieferung des Nada-Clans der Be-Tyambe sollen seine Vorfahren einst aus Nawuri (in Ghana) gekommen sein, nachdem sie dort von den Dagomba vertrieben worden waren. Nach mehrmaligem Wechsel des Siedlungsortes habe man sich schließlich am Fuße des Berges niedergelassen, der dem Fetisch Basar gehörte. Hier habe man mit den Losso (eine Gruppe der Lama) von Binkoudjiba eine Allianz gebildet, welche ihnen Bleiberecht und politische Herrschaft zusicherte, während man im Gegenzug dem Losso-Häuptling die Stellung als „Herr der Erde“ zuerkannte, d. h. als Eigner des Landes und religiöser Führer. Die Losso setzen sich im Wesentlichen aus den Lama-Clans der Koli, Nayur und Nafale zusammen, welche den Anspruch erheben, die ersten Siedler in dieser Gegend gewesen zu sein. Möglicherweise waren es die Nada, welche die Stadt Bassar gegründet und nach der hiesigen lokalen Lama-Gottheit benannt haben. Man behauptet, dass dies aus heutiger Sicht vor acht bis neun Generationen geschehen sei, was auf das 18. Jahrhundert verweisen würde. In der Literatur wird allerdings auch ein früherer Zeitpunkt für möglich gehalten, denn immerhin besitzen andere Bassari-Stämme, welche sich ebenfalls mit zu den ersten Be-Tyambe rechnen und ihre Herkunft auf Gurma zurückführen, die Überlieferung, dass sie noch vor Einführung des Pferdes in die Gegend gekommen seien. Pferde tauchten südlich der Sahara der Legende nach erstmals mit den Kisra-Leuten auf (die Vorfahren der nigerianischen Yoruba), deren Ankunft am Tschadsee man zwischen dem 13. und 15. Jahrhundert ansetzt. Die Nada-Vertreibung könnte aber auch mit der Gonja-Invasion in Dagomba um 1550 (und wahrscheinlich anschließender Racheplünderungen der Dagombas) im Zusammenhang stehen.
weitere Be-Tyambe-Stämme in Bassari
- Sâdo (Ursprünge im Kotokoli-Land (südliche Nachbarregion));
- Nata (oder Natu) (gehören zur Nata-Fraktion der Naudema von Niamtougou)
- Kisitikpiu (oder Bisibi) (aus Sansanné-Mango geflüchtete Lama)
- Nawali (Ursprünge in Gonja (Salaga)), sie nennen sich selbst Be-Gbâdjabe und stellen den Hauptteil der Bassari in Kabou
- Moatete (oder Kozi) (Ursprünge in Dagomba)

jüngere Zuwanderergruppen (Ende 19./Anfang 20. Jahrhundert):
- Watara (Handwerker-Clan aus Sansanne-Mango);
- Taraore (Ursprünge in Borgou und in Songhai);
- Fofana (Abzweig der königlichen Familie von Fada N’Gourma (Mossi))
- Gbâde (Ursprünge im Sudan, kam über Salaga in das Bassari-Land)

## Die Be-Tapumbe
- Kolkol (Ursprünge in Tabalo)
- Sibi Kakuti (Ursprünge in Tabalo);
- Walakpa (eine Gruppe der Konkomba?)
- Lambo (oder Lambu) (eine Gruppe der Konkomba?)
- Nambul (Bou Bankam-Ursprünge?);
- Kpambu (stammen aus dem „Fomboro“-Quartier von Sansanné-Mango);
- Walem (eine Gruppe mit Konkomba-Ursprüngen, kamen aus der Region um Démon)

### Kabou und Umgebung
Wie oben erwähnt, war die Kabou-Region unbewohnt, als die ersten Bassari-Siedler hier eintrafen. Die ältesten Siedler kamen alle ausschließlich aus Kotokoli. Mit ihnen kamen aber auch einige der ansonsten im Kotokoli-Land autochthonen Stämme der Lama.
Die hiesigen Bassari setzen sich wie folgt zusammen:
- Koli, Nadju, Bisibi und Usiboli (Zweige der Lama)
- Nâwali (Ursprünge in Gurma; Der Clan stellt das politische Oberhaupt von Kabou.)

Einwanderer der jüngeren Vergangenheit (Ende 19./ Anfang 20. Jahrhundert):
- Kumate (Ursprünge im Sudan)
- Taraore (Ursprünge in Borgu und Songhai)
- Gbade (Ursprünge im Sudan, sind über Salaga gekommen)
- Dikeni (Temba-Clan aus Kotokoli)
- Mabori (aus Sansanne-Mango)
- Bamba (aus Sansanne-Mango)

### Die Tchamba-Bassari
Die Region um Tchamba ist eine Bassari-Enklave im sonst Tem-sprachigen Gebiet des früheren Königreiches Kotokoli. Die Tchamba-Bassari werden ebenfalls mit zu den Be-Tapumbe gerechnet. Sie hatten sich allerdings bereits vor der Gründung des Ortes Bassari von den übrigen Be-Tyambe abgetrennt. Da sie bis zum 19. Jahrhundert zu den versklavten Ethnien gehörten und teilweise im Süden Togos als Sklaven gehalten wurden, wird dort ein Tchamba genannter Kult mit besitzergreifenden Sklavengeistern praktiziert.
In Tchamba existieren neben einem bedeutenden autochthonen Kern folgende Gruppen:
- Lare (der Clan, der die politische Herrschaft über das Häuptlingstum Tchamba ausübt)
- Koli (ein Zweig der im Bassari-Land autochthonen Lama, der zusammen mit den Lare nach Tchamba gekommen ist)
- Dopu (Bariba-Ursprünge (Nikki))
- Sagbe (Temba-Clan aus Kotokoli)
- Nadju (Lama-Stamm, der in Kotokoli autochthon ist)
- Nintye (Temba-Clan aus Kotokoli)
- Nato (Temba-Clan aus Kotokoli)
- Dikeni (Temba-Clan aus Kotokoli)